# Veronika Mittermair
Veronika Mittermair (* 3. Mai 1963 in Bruneck; † 5. August 2003 in Saigon) war eine Südtiroler Historikerin.
Mittermair stammte aus Mühlen in Taufers und machte ihre Matura 1982 an der Lehranstalt für kaufmännische Berufe in Bruneck. Im Wintersemester 1982/83 begann sie an der Universität Innsbruck Studien der Fächer Geschichte und Kunstgeschichte. Dort promovierte sie bei Rolf Steininger am Institut für Zeitgeschichte von 1985 bis 1989 über das Thema »Großbritannien und Italien. Die britische Italienpolitik 1945–1949« zum Dr. phil. Nach ihren Hochschulstudien war sie als Sprachlehrerin und freiberufliche Historikerin in Innsbruck, Venedig, Genua, Rom und Dublin und zuletzt in Mühlen in Taufers tätig. Bis zu ihrem Unfalltod in Vietnam entfaltete sie eine zeitgeschichtliche Forschungstätigkeit. Sie widmete sich vor allem der Geschichte des Faschismus und des Nationalsozialismus in Hinblick auf die Südtirolfrage, die Italianisierungspolitik und den regionalen Widerstand. Mittermair war Mitglied der Südtiroler historischen Arbeitsgruppe Geschichte und Region/Storia e regione.

## Publikationen
- Dissertation: Großbritannien und Italien. Die britische Italienpolitik 1945–1949.[3]
- „Antifaschistische Oppositionelle“ in Südtirol. In: Der Schlern 68, 1994, S. 5–25, 59–83, 261–294.
- Der Staat liest mit: zensurierte Briefe aus Südtirol. Vorbemerkungen zu einer Forschungsarbeit. In: Der Schlern, 69, 1995, S. 279–290.
- Von der Illegalität zur Macht – soziale Merkmale des Völkischen Kampfringes Südtirols und der Arbeitsgemeinschaft für Optanten. In: Zeitgeschichte 22, 1995, S. 211–222.
- Die Neutralität Liechtensteins zwischen öffentlichem und fürstlichem Interesse. In: Arthur Brunhart (Hrsg.): Bausteine zur liechtensteinischen Geschichte, Studien und studentische Forschungsbeiträg. Band 3. Chronos, Zürich 1999, ISBN 3-905312-59-X, S. 43–97.
- Überblick über das zur Geschichte des Fürstentums Liechtenstein vorhandene Material im Tiroler Landesarchiv in Innsbruck. In: Arthur Brunhart (Hrsg.): Historiographie im Fürstentum Liechtenstein. Grundlage und Stand der Forschung im Überblick. Chronos, Zürich 1996, ISBN 3-905311-89-5, S. 59–65.
- Von der Illegalität zur Macht. Soziale Merkmale des Völkischen Kampfringes Südtirols und der Arbeitsgemeinschaft der Optanten. In: Klaus Eisterer (Hrsg.): Tirol zwischen Diktatur und Demokratie (1930–1950). Studienverlag, Innsbruck-Wien-Bozen 2002, ISBN 3-7065-1749-3, S. 201–212.
- Bruchlose Karrieren? Zum Werdegang der Südtiroler Politikerschicht bis zur Stunde „Null“. In: Hans Heiss u. a. (Hrsg.): Südtirol – Stunde Null? Kriegsende 1945–1946 (= Veröffentlichungen des Südtiroler Landesarchivs. Nr. 10). Studienverlag, Innsbruck 2000, ISBN 3-7065-1441-9, S. 169–202.